# José Ortiz Galván
José Ortiz Galván (Vejer de la Frontera, Cadix, 16 novembre 1983) est un homme politique espagnol du Parti populaire (PP), député aux Cortes Generales depuis le 3 décembre 2019 et ancien maire de Vejer de la Frontera (Cadix), municipalité dont il a été maire depuis les élections municipales de 2011 jusqu'à son incorporation comme député national, le 4 décembre 2019.

## Biographie

### Vie privée et universitaire
Il est diplômé en sciences politiques et administration de l'Université de Grenade, et Il est marié et père de deux enfants.

### Activités politiques
- Secrétaire adjoint du PP d'Andalousie.
- Candidat à la mairie de Vejer de la Frontera aux élections municipales de 2011.
- Réélection comme maire de la mairie de Vejer de la Frontera.
- Candidat au poste de sénateur à Vejer de la Frontera aux élections générales de 2016.
- Sénateur de Cadix au Sénat espagnol.
- Candidat à la mairie de Vejer de la Frontera aux élections municipales de 2015.
- Réélection comme maire de la mairie de Vejer de la Frontera.
- Conseiller du Tourisme et deuxième adjoint au maire de la mairie de Vejer de la Frontera.
- Député depuis 2019.
- Président du Consortium provincial des pompiers